# La hotarul dintre viață și moarte
La hotarul dintre viață și moarte (titlu original: The Thin Red Line) este un film american de război din 1998 regizat de Terrence Malick. În rolurile principale joacă actorii Sean Penn, Jim Caviezel, Nick Nolte, Elias Koteas și Ben Chaplin. A câștigat Ursul de Aur la Festivalul de Film de la Berlin din 1999 și a avut 7 nominalizări la Premiile Oscar. Scenariul este scris de Terrence Malick și este bazat pe romanul omonim de James Jones. Filmul prezintă o versiune fictivă a Bătăliei de la Mount Austen⁠(en)[traduceți], parte a Campaniei din Guadalcanal (1942-1943).

## Prezentare
În al doilea război mondial, rezultatul bătăliei de la Guadalcanal va influența puternic avansul japonez în teatrul de operațiuni din Pacific. Un grup de tineri soldați este adus pentru a înlocui pușcașii marini obosiți în lupte. Lupta îndârjită pentru un aerodrom strategic poziționat, care permite un control pe o rază de 1000 de mile, face ca oamenii din compania C să treacă printr-un iad. Ororile războiului transformă soldații într-un grup strâns unit; emoțiile lor dezvoltându-se cu gândul la legăturile lor de dragoste și chiar de familie. Motivele pentru acest război devin din ce în ce mai îndepărtate în timp ce oameni devin din ce în mai mici până când lupta lor ajunge să fie doar o încleștare pentru supraviețuire și pentru viața altor oameni din jurul lor.

## Distribuție
- Nick Nolte ca Lt. Col. Gordon Tall
- Jim Caviezel ca Pvt. Robert Witt
- Sean Penn ca 1st Sgt. Edward Welsh
- Elias Koteas ca Capt. James 'Bugger' Staros
- Ben Chaplin ca Pvt. Jack Bell
- Dash Mihok ca Pfc. Don Doll
- John Cusack ca Cpt. John Gaff
- Adrien Brody ca Cpl. Geoffrey Fife
- John C. Reilly ca Sgt. Maynard Storm
- Woody Harrelson ca Sgt. William Keck
- Miranda Otto ca Marty Bell
- Jared Leto ca 2nd Lt. William Whyte
- John Travolta ca Brig. Gen. David Quintard
- George Clooney ca Capt. Charles Bosche
- Nick Stahl ca Pfc. Edward Bead
- Thomas Jane ca Pvt. Jason Ash
- John Savage ca Sgt. Jack McCron
- John Dee Smith ca Pvt. Edward P. Train
- Kirk Acevedo ca Pvt. Alfredo Tella
- Penny Allen ca Witt's Mother
- Mark Boone Junior ca Pvt. Christopher Peale
- Arie Verveen ca Pfc. Charlie Dale
- Matt Doran ca Pvt. Howard Coombs
- Paul Gleeson ca 1st Lt. George "Brass" Band
- Don Harvey ca Sgt. Paul Becker
- Danny Hoch ca Pvt. Leonardo Carni
- Tim Blake Nelson ca Pvt. Brian Tills
- Larry Romano ca Pvt. Frank Mazzi

## Vezi și
- Listă de filme despre cel de-al Doilea Război Mondial